# Aktisanes
Aktisanes (também transliterado Gatisen) foi o Vigésimo Oitavo Rei da Dinastia Napata do Reino de Cuxe que governou após 310 a.C. e foi mencionado pelo historiador grego Hecateu de Abdera.  É o Menmaatre-Setepenamun Gatisen, conhecido das fontes núbias. 

## Histórico
Aktisanes tinha sua titularidade ao estilo das dinastias XIX e XX a chamada época raméssida.  Seu nome real Menmaatre-Setepenamun (Rá é aquele cujo patrimônio perdura, o primogênito de Ámon) é o mesmo que o nome do trono de Ramessés II. O nome de Hórus de Aktisane: Kanakht-nerymaat (O touro forte, amado de Maat) é o mesmo que o nome de Hórus de Ramessés II (e também de Osocor II). Além destes títulos seu Nome de Nebti era Wer-menu-em-per-itef-Amen-en-nepet (Aquele cujos monumentos são grandes na casa de seu pai Ámon de Napata) e seu Nome de Hórus de Ouro era Ir-sankhy-rekhyu (Aquele que reviveu o povo rekhit)  
O texto mais longo encontrado sobre ele foi uma inscrição em um bloco de arenito vermelho (diferente dos utilizados nesta época em Napata que eram de arenito amarelo ou cinza-marrom, os de arenito vermelho eram usados na época da Vigésima Quinta Dinastia) que foi copiada pela expedição Lepsius em Nuri, em 31 de maio de 1844, mas que só foi publicada em 1977, época em que já tinha se perdido. O texto foi apenas parcialmente preservado. Outrora, muito provavelmente, adornara a porta de um templo em Napata. 
O nome Gatisen foi identificado com Aktisanes, personagem do conhecido historiador grego Hecateu de Abdera. Esta identificação não é certa, especialmente porque Hecataeus descreve Aktisanes como um inimigo do rei egípcio Ahmés-Saneit (Amósis II, r. 570 e 526 a.C.), mas isso parece improvável, já que nenhum conflito entre o Egito e Cuxe durante o reinado de Amósis II foi registrado pelas evidências preservadas; e um fragmento de papiro demótico de 529 a.C. atesta contatos pacíficos entre os dois países. Portanto, e por outras razões, é em geral assumido que Hecataeu escolheu o nome de um rei núbio contemporâneo para tornar sua história mais fictícia.  
O tumulo de Aktisanes foi encontrado em Jebel Barcal , Bar 11 